# Natação no Campeonato Mundial de Esportes Aquáticos de 2023 - 400 m medley feminino

A disputa na modalidade 400 metros medley feminino de Natação no Campeonato Mundial de Esportes Aquáticos de 2023 fora realizada no dia 30 de julho de 2023 na Marine Messe Fukuoka em Fukuoka, no Japão. Ao todo, 35 nadadoras de 29 Comitês Olímpicos Nacionais participaram do evento. Summer McIntosh, nadadora canadense, tornou-se bicampeã mundial do evento, estabelecendo o novo recorde do campeonato.

## Formato da competição
A competição consiste em três rodadas: eliminatórias e final. As nadadoras com os os 8 melhores tempos nas eliminatórias avançam a final. Desempates (swim-offs) são utilizados conforme necessário para quebrar os empates de avanço a próxima rodada.

## Calendário
Todos os horários estão na Hora legal japonesa (UTC+9).
| Data                | Horário | Fase          |
| ------------------- | ------- | ------------- |
| 30 de julho de 2023 | 10:32   | Eliminatórias |
| 30 de julho de 2023 | 21:01   | Final         |

## Recordes
Antes desta competição, os recordes mundiais e do campeonato nesta prova eram os seguintes:
| Tipo                  | Atleta          | Tempo     | Local     | Data                |
| --------------------- | --------------- | --------- | --------- | ------------------- |
|                       | Summer McIntosh | 4m 25s 87 | Toronto   | 1 de abril de 2023  |
| Recorde do campeonato | Katinka Hosszú  | 4m 29s 33 | Budapeste | 30 de julho de 2017 |

O seguinte recorde do campeonato fora estabelecido neste evento:
| Data        | Evento | Nadadora        | CON    | Tempo   | Recorde               |
| ----------- | ------ | --------------- | ------ | ------- | --------------------- |
| 30 de julho | Final  | Summer McIntosh | Canadá | 4:27.11 | Recorde do campeonato |

## Medalhistas
| Ouro                     | Prata                         | Bronze                      |
| Summer McIntosh · Canadá | Katie Grimes · Estados Unidos | Jenna Forrester · Austrália |

## Resultados

### Eliminatórias
As eliminatórias foram realizadas no dia 30 de julho com início às 10:32.
| Pos. | Bateria | Raia | Nadadora                   | CON                | Tempo   | Notas |
| ---- | ------- | ---- | -------------------------- | ------------------ | ------- | ----- |
| 1    | 4       | 5    | Jenna Forrester            | Austrália          | 4:35.88 | Q     |
| 2    | 4       | 4    | Summer McIntosh            | Canadá             | 4:36.57 | Q     |
| 3    | 4       | 2    | Mio Narita                 | Japão              | 4:38.05 | Q     |
| 4    | 4       | 3    | Freya Colbert              | Reino Unido        | 4:38.29 | Q     |
| 5    | 3       | 4    | Katie Grimes               | Estados Unidos     | 4:38.39 | Q     |
| 6    | 4       | 6    | Sara Franceschi            | Itália             | 4:38.89 | Q     |
| 7    | 3       | 5    | Alex Walsh                 | Estados Unidos     | 4:39.42 | Q     |
| 8    | 3       | 2    | Katie Shanahan             | Reino Unido        | 4:39.46 | Q     |
| 9    | 3       | 6    | Ageha Tanigawa             | Japão              | 4:40.21 |       |
| 10   | 4       | 1    | Viktória Mihályvári-Farkas | Hungria            | 4:41.28 |       |
| 11   | 3       | 3    | Yu Yiting                  | China              | 4:41.84 |       |
| 12   | 3       | 1    | Ge Chutong                 | China              | 4:41.87 |       |
| 13   | 4       | 7    | Kiah Melverton             | Austrália          | 4:41.96 |       |
| 14   | 3       | 7    | Fantine Lesaffre           | França             | 4:42.07 |       |
| 15   | 4       | 9    | Alba Vázquez               | Espanha            | 4:42.11 |       |
| 16   | 3       | 9    | Ellen Walshe               | Irlanda            | 4:43.24 |       |
| 17   | 4       | 0    | Ella Jansen                | Canadá             | 4:43.35 |       |
| 18   | 3       | 8    | Zsuzsanna Jakabos          | Hungria            | 4:43.52 |       |
| 19   | 2       | 5    | Kim Seo-yeong              | Coreia do Sul      | 4:45.04 |       |
| 20   | 4       | 8    | Cyrielle Duhamel           | França             | 4:45.32 |       |
| 21   | 2       | 8    | Rebecca Meder              | África do Sul      | 4:45.68 |       |
| 22   | 2       | 4    | Anja Crevar                | Sérvia             | 4:46.26 |       |
| 23   | 2       | 0    | Kristen Romano             | Porto Rico         | 4:48.24 |       |
| 24   | 2       | 1    | Kamonchanok Kwanmuang      | Tailândia          | 4:48.97 |       |
| 25   | 2       | 7    | Xiandi Chua                | Federação suspensa | 4:49.13 |       |
| 26   | 3       | 0    | Anastasia Gorbenko         | Israel             | 4:49.64 |       |
| 27   | 2       | 6    | Gabrielle Roncatto         | Brasil             | 4:49.73 |       |
| 28   | 2       | 3    | Emma Carrasco Cadens       | Espanha            | 4:50.83 |       |
| 29   | 2       | 2    | Florencia Perotti          | Argentina          | 4:52.48 |       |
| 30   | 1       | 4    | Lucero Mejia Arce          | Guatemala          | 5:03.52 |       |
| 31   | 2       | 9    | Nicole Frank               | Uruguai            | 5:04.07 |       |
| 32   | 1       | 3    | Chloe Cheng                | Hong Kong          | 5:05.72 |       |
| 33   | 1       | 2    | Vivian Xhemollari          | Albânia            | 5:11.38 |       |
| 34   | 1       | 5    | Samantha van Vuure         | Curaçau            | 5:32.86 |       |
| 35   | 1       | 6    | Meral Latheef              | Maldivas           | 6:23.04 |       |

### Final
A final será realizada no dia 21:01.
| Pos.              | Raia | Nadadora        | CON            | Tempo   | Notas                 |
| ----------------- | ---- | --------------- | -------------- | ------- | --------------------- |
| Medalha de ouro   | 5    | Summer McIntosh | Canadá         | 4:27.11 | Recorde do campeonato |
| Medalha de prata  | 2    | Katie Grimes    | Estados Unidos | 4:31.41 |                       |
| Medalha de bronze | 4    | Jenna Forrester | Austrália      | 4:32.30 |                       |
| 4                 | 1    | Alex Walsh      | Estados Unidos | 4:34.46 |                       |
| 5                 | 6    | Freya Colbert   | Reino Unido    | 4:35.28 |                       |
| 6                 | 7    | Sara Franceschi | Itália         | 4:37.73 |                       |
| 7                 | 8    | Katie Shanahan  | Reino Unido    | 4:41.29 |                       |
| 8                 | 3    | Mio Narita      | Japão          | 4:42.14 |                       |

Legenda
| Recorde mundial       | Recorde mundial (World record)               |                       | Recorde africano                      | Recorde africano (African) |                                           | Q | Classificado por posição (Qualified) |
| Recorde do campeonato | Recorde do campeonato (Championship record)  | Recorde da América    | Recorde da América (Americas)         | q                          | Classificado por melhor tempo (Qualified) |   |                                      |
| Melhor marca do ano   | Melhor marca do ano (World leading)          | Recorde asiático      | Recorde asiático (Asian)              | DNS                        | Não largou (Did not start)                |   |                                      |
| Recorde nacional      | Recorde nacional (National record)           | Recorde europeu       | Recorde europeu (European)            | DNF                        | Não terminou (Did not finish)             |   |                                      |
| Recorde pessoal       | Recorde pessoal do atleta (Personal best)    | Recorde da Oceania    | Recorde da Oceania (Oceania)          | DSQ / DQ                   | Desclassificado (Disqualified)            |   |                                      |
| Recorde da temporada  | Recorde da temporada do atleta (Season best) | Recorde sul-americano | Recorde sul-americano (South America) | NM                         | Sem marca (No mark)                       |   |                                      |